# تاو عقاب
تاو عقاب یک ستاره است که در صورت فلکی عقاب قرار دارد.